# Catherine Stenbock
Titre
Reine consort de Suède-Finlande
22 août 1552 – 29 septembre 1560
(8 ans, 1 mois et 7 jours)
Catherine Stenbock (en suédois : Katarina Gustavsdotter (Stenbock)) née le 22 juillet 1535 à Torpa (Suède-Finlande) et décédée le 13 décembre 1621 au Château de Strömsholm (Suède-Finlande) fut la troisième et dernière épouse du roi Gustave Ier Vasa. À ce titre, elle fut reine de Suède-Finlande de 1552 à 1560.

## Biographie
Catherine Stenbock était la fille de Gustave Olofsson Stenbock et Brita Eriksdotter qui était la sœur de Marguerite Lejonhufvud, épouse précédente du roi Gustave Ier Vasa.
Comme la reine précédente, elle était fiancée lorsque le roi décida de l'épouser, et ses fiançailles furent donc rompues. On raconta qu'elle s'enfuit se cacher derrière un buisson dans le jardin, tandis que le roi la cherchait. Selon de vieilles histoires, elle parlait souvent de son précédent fiancé dans son sommeil.
Son mariage fut contesté par l'Église et le clergé, à cause de sa relation avec l'ancienne reine.
Le 22 août 1552, son mariage fut célébré en grande pompe dans la ville de Vadstena, alors que la peste frappait le pays et que la ville de Turku brûlait. Le peuple considéra cela comme un mauvais présage. Le jour suivant, Catherine était couronnée reine et les festivités du couronnement durèrent trois jours. Quand la cour quitta la ville de Vadstena, la ville brûla complètement dans un grand incendie, ce qui fut interprété comme un autre mauvais présage.
Le mariage ne fut pas heureux, du dire même du roi. On a même dit que le roi envisagea de promulguer une loi interdisant les mariages entre personnes ayant une grande différence d'âge.
La santé du roi faiblissant, Catherine Stenbock fut plus une infirmière qu’une épouse, pendant ses huit ans de mariage.
Après la mort du roi, elle demeura veuve pendant soixante-et-un ans. Elle devint la première reine douairière suédoise avec le titre de Riksänkedrottning, ce qui signifie la reine douairière du royaume. Ses propriétés lui assuraient une grande richesse. Elle prêta de l'argent à plusieurs des rois qui succédèrent à son mari, et agit aussi comme médiatrice dans plusieurs conflits.
Ses propriétés étaient situées dans le duché de son beau-fils, le duc Charles, qui contesta son autonomie dans son royaume. Elle eut de nombreux conflits avec lui. En 1581, le duc Charles contesta son droit de propriété, mais elle conserva son droit grâce à la protection du roi Jean III de Suède, avec qui elle entretenait de bonnes relations, d’autant plus qu’elle lui prêtait souvent de l'argent. Elle fut la première dame de la cour de 1560 à 1568 et elle fut la marraine du fils du roi Éric XIV.
Elle fut enterrée dans la cathédrale d'Uppsala.